# Ureia
Ureia (FO43: uréia) é um composto orgânico cristalino, incolor, de fórmula (NH2)2CO, com um ponto de fusão de 132,7 °C.
Tóxica, a ureia forma-se principalmente no fígado, sendo filtrada pelos rins e eliminada na urina ou pelo suor, onde é encontrada abundantemente; constitui o principal produto terminal do metabolismo proteico no ser humano e nos demais mamíferos. Em quantidades menores, está presente no sangue, na linfa, nos fluidos serosos proveniente da decomposição das células do corpo e também das proteínas dos alimentos. A ureia também está presente no mofo dos fungos, assim como nas folhas e sementes de numerosos legumes e cereais. É solúvel em água e em álcool, e ligeiramente solúvel em éter.
A ureia foi descoberta por Hilaire Rouelle em 1773. Foi o primeiro composto orgânico sintetizado artificialmente em 1828 por Friedrich Woehler, obtido a partir do aquecimento do cianato de amônio (sal inorgânico). Esta síntese derrubou a teoria de que os compostos orgânicos só poderiam ser sintetizados pelos organismos vivos (teoria da força vital).
As principais aplicações da ureia são:
- Na manufatura de plásticos, especificamente da resina ureia-formaldeído.
- Devido ao seu alto teor de nitrogênio, a ureia preparada comercialmente é utilizada na fabricação de fertilizantes agrícolas.
- Como estabilizador em explosivos de nitrocelulose.
- Na alimentação de ruminantes.
- Pode ser encontrada em alguns condicionadores de cabelo e loções.
- Usado sob o nome de carbamida em clareadores dentais.
- Utilizado para aumentar a solubilidade de corantes na indústria têxtil.
- Na produção de ARLA32 (AdBlue), reagente utilizado no SCR para reduzir NOx em veículos Diesel – SCR (Catalisador de Redução Seletiva).

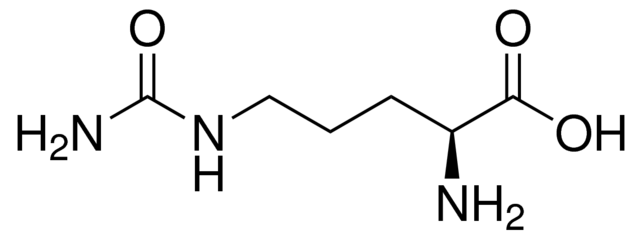
A citrulina, junto com a arginina, participam do ciclo da ureia.

## Ureia em uma cela eletrolítica na decomposição de cobre
A adição da ureia se faz necessária para a solução ficar isenta de íon nitrito que impedem a deposição completa do cobre; logo, em uma solução eletrolítica a finalidade da ureia é remover vestígios dos íons nitrito.
Reação:
2H+ + 2NO2- + CO(NH2)2 → 2N2 + CO2 + 3H2O